# Musique
Musique – czwarty studyjny album norweskiej grupy muzycznej Theatre of Tragedy. Jest pierwszym z dwóch albumów zespołu, w którym zdecydowano się odejść od tradycyjnego gothic metalu w stronę muzyki elektronicznej. Wydany został przez Nuclear Blast w 2000 roku.

## Lista utworów
| Nr  | Tytuł utworu      | Długość |
| --- | ----------------- | ------- |
| 1.  | „Machine”         | 04:14   |
| 2.  | „City of Light”   | 04:19   |
| 3.  | „Fragment”        | 04:00   |
| 4.  | „Musique”         | 03:29   |
| 5.  | „Commute”         | 05:25   |
| 6.  | „Radio”           | 03:39   |
| 7.  | „Image”           | 03:09   |
| 8.  | „Crash/Concrete”  | 03:21   |
| 9.  | „Retrospect”      | 04:03   |
| 10. | „Reverie”         | 05:26   |
| 11. | „Космическая эра” | 04:16   |
|     |                   | 45:21   |